# Jerry Shipp
Jerome Franklin Shipp, detto Jerry (Shreveport, 27 settembre 1935 – Durant, 5 ottobre 2021), è stato un cestista statunitense, attivo a livello amatoriale nella AAU e campione olimpico nel 1964.

## Carriera
Venne selezionato dai New York Knicks al nono giro del Draft NBA 1959 (64ª scelta assoluta).

## Palmarès
- Campione AAU (1962, 1963)